# Grästorp
Grästorp este un oraș în Suedia.

## Demografie
| \| Evoluția demografică a zonei urbane Grästorp, 1970–2015 \| Evoluția demografică a zonei urbane Grästorp, 1970–2015 \| Evoluția demografică a zonei urbane Grästorp, 1970–2015 \| Evoluția demografică a zonei urbane Grästorp, 1970–2015 \| Evoluția demografică a zonei urbane Grästorp, 1970–2015 \| \| --------------------------------------------------------------------------------------- \| ------------------------------------------------------- \| ------------------------------------------------------- \| ------------------------------------------------------- \| ------------------------------------------------------- \| \| An \| \| \| Locuitori \| \| \| 1970 \| 1970 \| \| 1.601 \| 1.601 \| \| 1975 \| 1975 \| \| 1.897 \| 1.897 \| \| 1980 \| 1980 \| \| 2.409 \| 2.409 \| \| 1990 \| 1990 \| \| 3.067 \| 3.067 \| \| 1995 \| 1995 \| \| 3.122 \| 3.122 \| \| 2000 \| 2000 \| \| 3.002 \| 3.002 \| \| 2005 \| 2005 \| \| 2.917 \| 2.917 \| \| 2010 \| 2010 \| \| 2.969 \| 2.969 \| \| 2015 \| 2015 \| \| 2.946 \| 2.946 \| \| Sursa: SCB - Statistika Centralbyrån, Folkmängden per tätort. Vart femte år 1960 - 2016 \| \| \| \| \| |      |  |           |       |
| Evoluția demografică a zonei urbane Grästorp, 1970–2015 |      |  |           |       |
| An |      |  | Locuitori |       |
| 1970 | 1970 |  | 1.601     | 1.601 |
| 1975 | 1975 |  | 1.897     | 1.897 |
| 1980 | 1980 |  | 2.409     | 2.409 |
| 1990 | 1990 |  | 3.067     | 3.067 |
| 1995 | 1995 |  | 3.122     | 3.122 |
| 2000 | 2000 |  | 3.002     | 3.002 |
| 2005 | 2005 |  | 2.917     | 2.917 |
| 2010 | 2010 |  | 2.969     | 2.969 |
| 2015 | 2015 |  | 2.946     | 2.946 |
| Sursa: SCB - Statistika Centralbyrån, Folkmängden per tätort. Vart femte år 1960 - 2016 |      |  |           |       |